# Président de la Chambre des représentants de Belgique
Le président de la Chambre des représentants en Belgique est issu du parti ou de la coalition de partis ayant la majorité à la Chambre. Il est choisi parmi les parlementaires se prévalant de la plus grande expérience politique.

## Rôle du président
Le président mène les séances parlementaires et doit, en tant que tel, préserver l'ordre au sein de l'assemblée. Il dirige également la procédure de vote, bien qu'il vote lui-même. Le président dirige également plusieurs commissions de la chambre.

## Liste des présidents de la Chambre
| Ordre | Nom                                                                 | Législature                          | Parti | Parti      | Arrondissement                      |
| ----- | ------------------------------------------------------------------- | ------------------------------------ | ----- | ---------- | ----------------------------------- |
| 1     | Étienne-Constantin de Gerlache (26 décembre 1785 - 10 février 1871) | 10 septembre 1831 - 18 juillet 1832  |       | Catholique | Liège                               |
| 2     | Jean Raikem (27 avril 1787 - 24 janvier 1875)                       | 15 novembre 1832 - 24 mai 1839       |       | Catholique | Liège                               |
| 3     | Isidore Fallon (24 mars 1780 - 22 janvier 1861)                     | 15 novembre 1839 - 10 septembre 1842 |       | Catholique | Namur                               |
| 4     | Jean Raikem (27 avril 1787 - 24 janvier 1875)                       | 9 novembre 1842 - 6 avril 1843       |       | Catholique | Liège                               |
| 5     | Charles Liedts (1er décembre 1802 - 21 mars 1878)                   | 17 novembre 1843 - 20 mai 1848       |       | Libéral    | Audenarde                           |
| 6     | Pierre-Théodore Verhaegen (21 août 1796 - 8 décembre 1862)          | 28 juin 1848 - 3 avril 1852          |       | Libéral    | Bruxelles                           |
| 7     | Noël Delfosse (9 mars 1801 - 22 février 1858)                       | 26 octobre 1852 - 24 avril 1855      |       | Libéral    | Liège                               |
| 8     | Josse Joseph de Lehaye (28 mai 1800 - 22 septembre 1888)            | 25 avril 1855 - 13 juin 1857         |       | Libéral    | Gand                                |
| 9     | Pierre-Théodore Verhaegen (21 août 1796 - 8 décembre 1862)          | 17 décembre 1857 - 30 mai 1859       |       | Libéral    | Bruxelles                           |
| 10    | Auguste Englebert Pierre Orts (7 avril 1814 - 3 novembre 1880)      | 19 juillet 1859 - 18 juillet 1860    |       | Libéral    | Bruxelles                           |
| 11    | Désiré Jean Léon Vervoort (11 avril 1810 - 9 juillet 1886)          | 23 novembre 1860 - 27 mai 1863       |       | Libéral    | Anvers                              |
| 12    | Ernest Louis Vandenpeereboom (12 juillet 1807 - 11 novembre 1875)   | 15 décembre 1863 - 23 octobre 1867   |       | Libéral    | Gand                                |
| 13    | Hubert Dolez (16 mars 1808 - 17 mars 1880)                          | 23 octobre 1867 - 20 mai 1870        |       | Libéral    | Mons                                |
| 14    | Charles Ghislain Vilain XIIII (7 mai 1803 - 16 novembre 1878)       | 11 août 1870 - 26 juillet 1871       |       | Catholique | Maaseik                             |
| 15    | Xavier Victor Thibaut (27 octobre 1817 - 29 février 1892)           | 15 novembre 1871 - 29 mai 1878       |       | Catholique | Dinant                              |
| 16    | Charles Rogier (12 août 1800 - 27 mai 1885)                         | 1er août 1878 - 26 août 1878         |       | Libéral    | Tournai                             |
| 17    | Jules Louis Guillery (14 mars 1824 - 7 février 1902)                | 13 novembre 1878 - 10 mars 1881      |       | Libéral    | Bruxelles                           |
| 18    | Joseph Jules Descamps (25 octobre 1820 - 12 mars 1892)              | 22 mars 1881 - 17 mai 1884           |       | Libéral    | Ath                                 |
| 19    | Xavier Victor Thibaut (27 octobre 1817 - 29 février 1892)           | 23 juillet 1884 - 2 septembre 1884   |       | Catholique | Dinant                              |
| 20    | Théophile de Lantsheere (4 novembre 1833 - 21 février 1918)         | 12 novembre 1884 - 25 novembre 1895  |       | Catholique | Dixmude                             |
| 21    | Auguste Marie François Beernaert (26 juillet 1829 - 6 octobre 1912) | 30 janvier 1896 - 7 mai 1900         |       | Catholique | Tielt                               |
| 22    | Louis Marie Joseph de Sadeleer (6 octobre 1852 - 6 mai 1924)        | 18 juillet 1900 - 8 novembre 1901    |       | Catholique | Alost                               |
| 23    | François Victor Marie Schollaert (19 août 1851 - 29 juin 1917)      | 12 novembre 1901 - 9 janvier 1908    |       | Catholique | Louvain                             |
| 24    | Gérard François Marie Cooreman (25 mars 1852 - 2 décembre 1926)     | 16 janvier 1908 - 8 août 1912        |       | Catholique | Gand-Eeklo                          |
| 25    | François Victor Marie Schollaert (19 août 1851 - 29 juin 1917)      | 12 novembre 1912 - 29 juin 1917      |       | Catholique | Louvain                             |
| 26    | Prosper Antoine Joseph Poullet (5 mars 1868 - 3 décembre 1937)      | 28 novembre 1918 - 13 octobre 1919   |       | Catholique | Louvain                             |
| 27    | Émile Lucien Brunet (8 juin 1863 - 10 mai 1945)                     | 10 décembre 1919 - 6 août 1928       |       | BWP        | Charleroi                           |
| 28    | Émile Louis Marie Tibbaut (12 juin 1862 - 19 décembre 1935)         | 16 août 1928 - 5 septembre 1930      |       | Catholique | Termonde                            |
| 29    | Jules Jean Pierre Joseph Poncelet (19 mai 1869 - 23 avril 1952)     | 11 novembre 1930 - 13 avril 1936     |       | Catholique | Neufchâteau-Virton                  |
| 30    | Jean Joseph Camille Huysmans (26 mai 1871 - 25 février 1968)        | 23 juin 1936 - 6 mars 1939           |       | BSP        | Anvers                              |
| 31    | Johannes Franciscus Van Cauwelaert (10 janvier 1880 - 17 mai 1961)  | 21 avril 1939 - 12 mars 1954         |       | CVP-PSC    | Anvers                              |
| 32    | Jean Joseph Camille Huysmans (26 mai 1871 - 25 février 1968)        | 27 avril 1954 - 11 novembre 1958     |       | BSP        | Anvers                              |
| 33    | Paul Georges Kronacker (5 novembre 1897 - 3 février 1994)           | 11 novembre 1958 - 17 avril 1961     |       | PVV-PLP    | Louvain                             |
| 34    | Achille Honoré van Acker (8 avril 1898 - 10 juillet 1975)           | 27 avril 1961 - 10 mars 1974         |       | BSP-PSB    | Bruges                              |
| 35    | Andreas Albrecht Jozef Dequae (3 novembre 1915 - 17 août 2006)      | 30 avril 1974 - 7 juin 1977          |       | CVP        | Courtrai                            |
| 36    | Edmond Jules Isidore Leburton (18 avril 1915 - 15 juin 1997)        | 7 juin 1977 - 3 avril 1979           |       | PS         | Huy-Waremme                         |
| 37    | Charles-Ferdinand Nothomb (3 mai 1936 - 19 avril 2023)              | 3 avril 1979 - 20 mai 1980           |       | PSC        | Arlon-Marche-Bastogne               |
| 38    | Jean Defraigne (né le 19 avril 1929 - 15 mars 2016)                 | 20 mai 1980 - 24 octobre 1980        |       | PRL        | Liège                               |
| 39    | Joseph Michel (25 octobre 1925 - 3 juin 2016)                       | 24 octobre 1980 - 18 décembre 1981   |       | PSC        | Neufchâteau-Virton                  |
| 40    | Jean Defraigne (né le 19 avril 1929 - 15 mars 2016)                 | 18 décembre 1981 - 19 janvier 1988   |       | PRL        | Liège                               |
| 41    | Erik Vankeirsbilck (né le 11 janvier 1935)                          | 19 janvier 1988 - 10 mai 1988        |       | CVP        | Roulers-Tielt                       |
| 42    | Charles-Ferdinand Nothomb (3 mai 1936 - 19 avril 2023)              | 10 mai 1988 - 12 avril 1995          |       | PSC        | Arlon-Marche-Bastogne               |
| 43    | Jozef Dupré (né le 8 juillet 1928)                                  | 8 juin 1995 - 28 juin 1995           |       | CVP        | Malines-Turnhout                    |
| 44    | Raymond Langendries (né le 1er octobre 1943)                        | 28 juin 1995 - 1er juillet 1999      |       | PSC        | Nivelles                            |
| 45    | Herman De Croo (né le 12 août 1937)                                 | 1er juillet 1999 - 12 juillet 2007   |       | VLD        | Alost-Audenarde (Flandre-Orientale) |
| 46    | Herman Van Rompuy (né le 31 octobre 1947)                           | 12 juillet 2007 - 30 décembre 2008   |       | CD&V       | Bruxelles-Hal-Vilvorde              |
| 47    | Patrick Dewael (né le 13 octobre 1955)                              | 31 décembre 2008 - 20 juillet 2010   |       | OpenVLD    | Limbourg                            |
| 48    | André Flahaut (né le 18 août 1955)                                  | 20 juillet 2010 - 30 juin 2014       |       | PS         | Brabant wallon                      |
| 49    | Patrick Dewael (né le 13 octobre 1955)                              | 30 juin 2014 - 14 octobre 2014       |       | OpenVLD    | Limbourg                            |
| 50    | Siegfried Bracke (né le 21 février 1953)                            | 14 octobre 2014 - 25 avril 2019      |       | N-VA       | Flandre-Orientale                   |
| 51    | Patrick Dewael (né le 13 octobre 1955)                              | 27 juin 2019 - 13 octobre 2020       |       | OpenVLD    | Limbourg                            |
| 52    | Éliane Tillieux (née le 25 avril 1966)                              | 13 octobre 2020 - 10 juillet 2024    |       | PS         | Namur                               |
| 53    | Peter De Roover (né le 20 mai 1962)                                 | depuis le 10 juillet 2024            |       | N-VA       | Anvers                              |